# Anadia (Portugal)
Pour les articles homonymes, voir Anadia.
Anadia est une municipalité (en portugais : concelho ou município) du Portugal, située dans le district d'Aveiro et la région Centre.

## Géographie
Anadia est limitrophe :
- au nord, d'Águeda,
- à l'est, de Mortágua,
- au sud, de Mealhada,
- au sud et à l'ouest, de Cantanhede,
- au nord-ouest, d'Oliveira do Bairro.

## Toponymie
Anadia ne tire son nom d'aucune des paroisses qui la composent.

## Démographie
| 1801 | 1849  | 1900   | 1930   | 1960   | 1981   | 1991   | 2001   | 2004   |
| ---- | ----- | ------ | ------ | ------ | ------ | ------ | ------ | ------ |
| -    | 5 761 | 17 161 | 23 245 | 29 039 | 29 820 | 28 899 | 31 545 | 31 671 |

| 2011   | - | - | - | - | - | - | - | - |
| ------ | - | - | - | - | - | - | - | - |
| 29 150 | - | - | - | - | - | - | - | - |

## Subdivisions
Depuis la loi no 11-A/2013 du 28 janvier 2013, portant réorganisation administrative du territoire des freguesias, la municipalité d'Anadia groupe 10 paroisses (freguesia en portugais) contre 15 auparavant :

Carte des paroisses d'Anadia.

- Amoreira da Gândara, Paredes do Bairro e Ancas (fusion d'Amoreira da Gândara, Paredes do Bairro et Ancas)
- Arcos e Mogofores (fusion d'Arcos et Mogofores)
- Avelãs de Caminho
- Avelãs de Cima
- Moita
- Sangalhos
- São Lourenço do Bairro
- Tamengos, Aguim e Óis do Bairro (fusion de Tamengos, Aguim et Óis do Bairro)
- Vila Nova de Monsarros
- Vilarinho do Bairro